# Даубелл, Ральф
Ральф Даубелл (англ.  Ralph Douglas Doubell; род. 11 февраля 1945, Мельбурн, Австралия) — австралийский легкоатлет (бег на 800 м).
Чемпион Олимпиады 1968 года в Мехико (бег на 800 м — 1.44,30 (первые 400 за 51,0).